# Peranzanes
Peranzanes (Peranzáis em leonês) é um município da Espanha na província de León, comunidade autónoma de Castela e Leão, de área 117,52 km² com população de 319 habitantes (2007) e densidade populacional de 2,80 hab/km².

## Demografia
| Variação demográfica do município entre 1991 e 2004 | Variação demográfica do município entre 1991 e 2004 | Variação demográfica do município entre 1991 e 2004 | Variação demográfica do município entre 1991 e 2004 |
| --------------------------------------------------- | --------------------------------------------------- | --------------------------------------------------- | --------------------------------------------------- |
| 1991                                                | 1996                                                | 2001                                                | 2004                                                |
| 389                                                 | 373                                                 | 319                                                 | 329                                                 |